# Bunkerstation

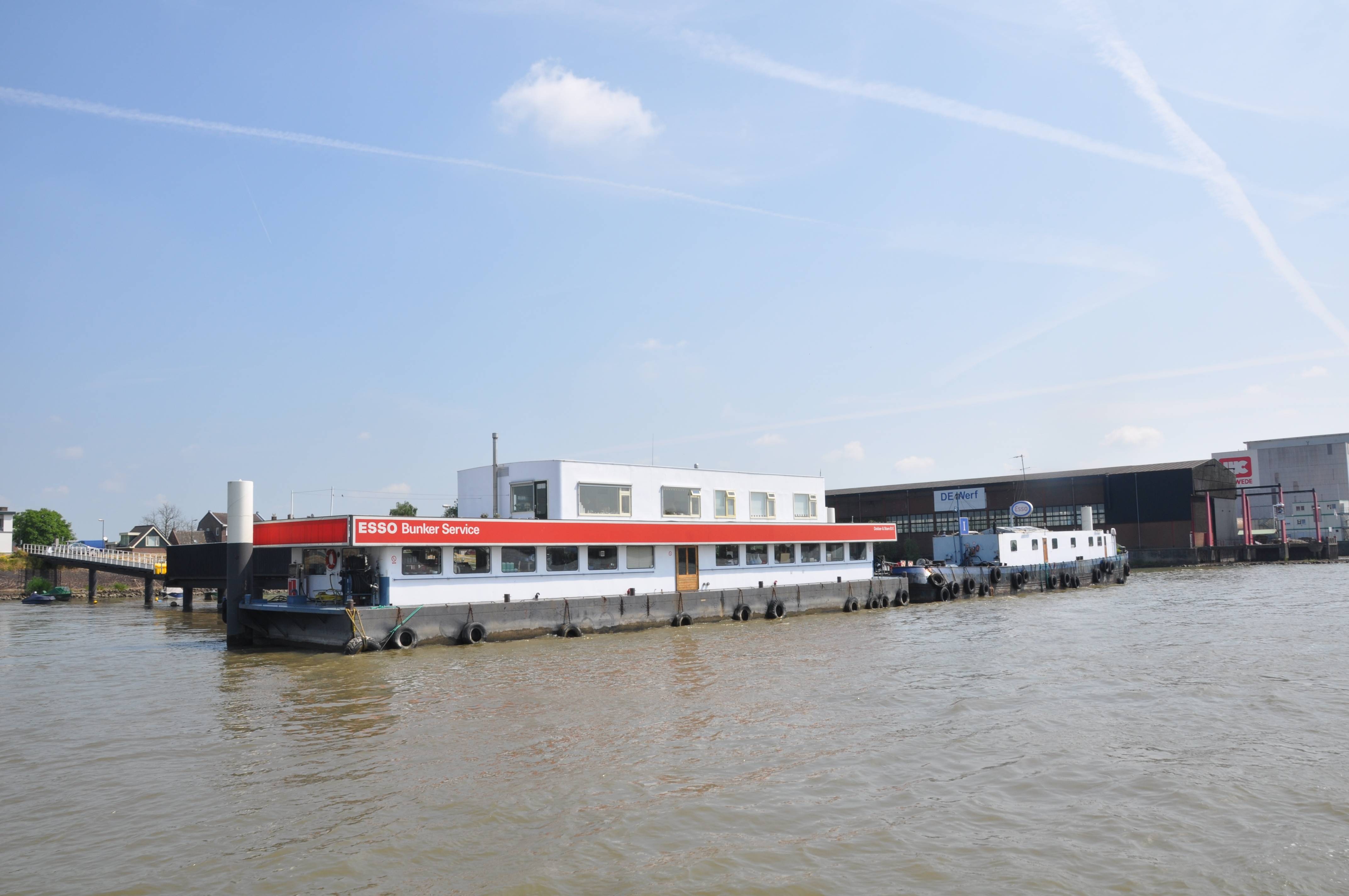
Bunkerstation aan de Merwede in Hardinxveld-Giessendam

Een bunkerstation (vroeger ook wel kolenstation of laadstation) is een overslagplek voor brandstof voor de scheepvaart. Een bunkerstation ligt meestal aan een drukke zeeroute of vaarweg (binnenvaart). Vroeger werd hier steenkool overgeslagen, tegenwoordig olie.

## Geschiedenis
De term bunkeren komt uit de tijd van de stoomschepen toen kolen in bunkers op het schip werden opgeslagen. De benaming kolenstation werd ook gebruikt voor plaatsen waar stoomtreinen van kolen werden voorzien. De benaming bunkerolie wordt ook gebruikt in de luchtvaart.
Zeemachten gebruikten kolenstations in de 19e en vroege 20e eeuw om het bereik van oorlogsschepen uit te breiden. Zo was het netwerk van kolenstations een van de drijvende krachten achter de kolonisatie van Oceanië. Ook werden met behulp van strategisch geplaatste kolenstations internationale handelsroutes opgezet voor de koopvaardij. 
Aan het einde van de 19e eeuw verving stoom wind (zeilschepen) als middel van scheepsvoortstuwing. In de loop van de tijd gingen de brandstofketels aan boord van schepen over van kolen op verbrandingsmotoren op basis van olie en gas.
Veel bunkerstations hadden zelf geen eigen brandstof. Deze moest zelf ook worden aangevoerd (gebunkerd) met schepen. Een behoorlijk deel van het tonnage werd hierdoor gevuld. Naar mate grotere schepen hun opgang deden in de scheepsbouw konden schepen verder varen en nam ook de behoefte aan bunkerstations af. Tegenwoordig kunnen veel zeeschepen dusdanig veel brandstof aan boord meenemen dat ze zonder tussenstops naar hun bestemming kunnen varen.

## Binnenvaart
Bij de meeste bunkerstations in de binnenvaart hoort een bunkerboot (soms meerdere), die in de accijnswetgeving ook wel een leurschip wordt genoemd. Een bunkerboot bevoorraadt al varende andere schepen waardoor er geen tijdverlies door het bunkeren optreedt.

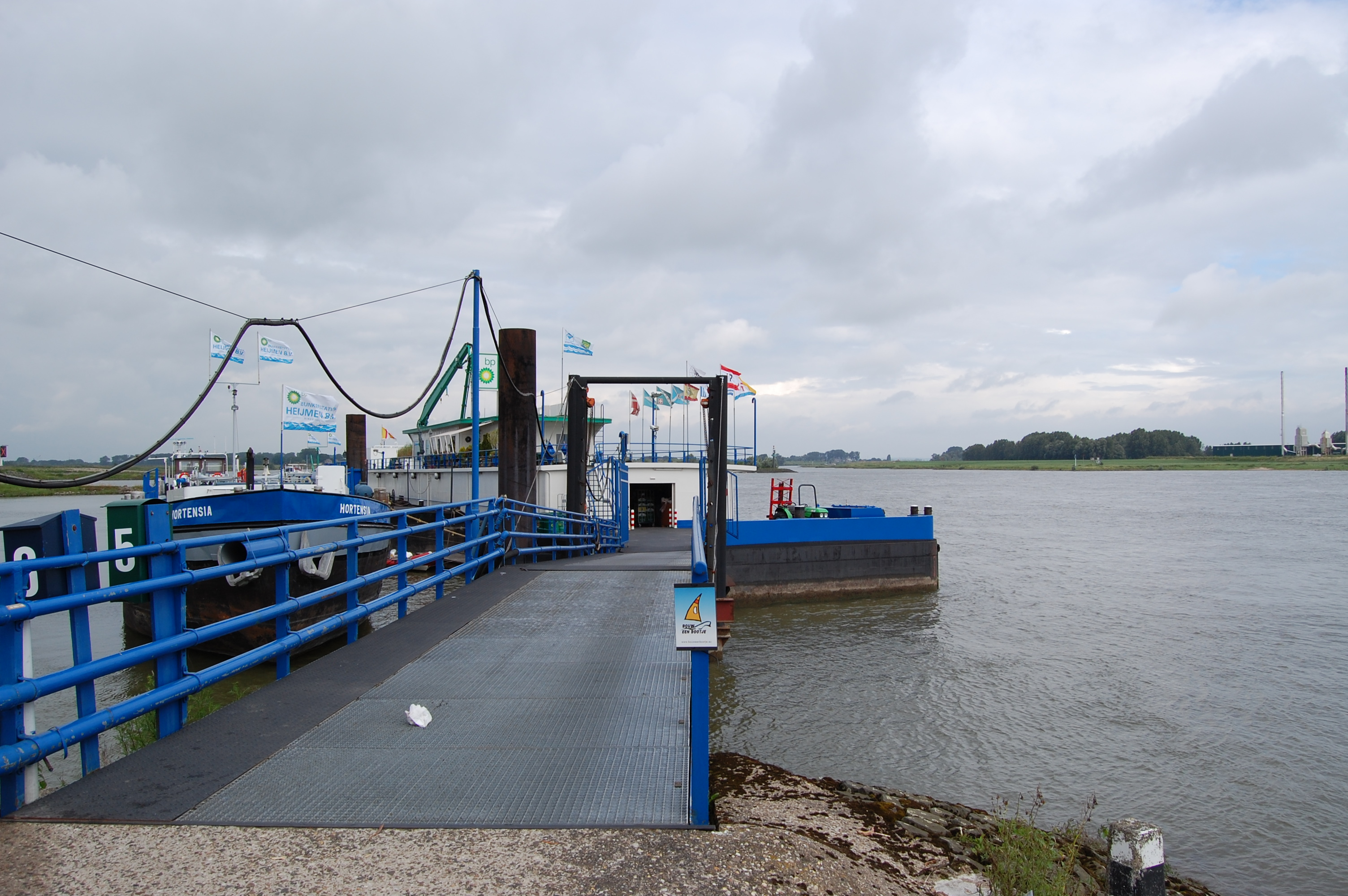
Bunkerstation aan het Bijlandsch Kanaal in Millingen aan de Rijn

Op een bunkerstation wordt gasolie in grote hoeveelheden en in een flink tempo gebunkerd. Het bunkeren gebeurt meestal gelijktijdig met het laden van drinkwater en het doen van inkopen van de nodige scheepsbenodigheden. Zoals smeerolie, schroefaskokervet, verf, touw, putsen, gereedschap, wrijfhoutjes, wrijfletters, reddingsvesten, werkkleding en lampjes voor de navigatieverlichting. Daarnaast kan op veel bunkerstations nog proviand worden gekocht.  Onderdelen van de motoren, de autokraan, de generatoren en andere voorzieningen van het schip kunnen er worden afgehaald, als ze van tevoren besteld zijn.   
Op het station zijn verschillende soorten brandstof verkrijgbaar, afhankelijk van de klandizie. Ligt het op een route waar ook veel jachten passeren, dan zal er ook blanke, normaal belaste gasolie, petroleum en benzine worden verkocht. Normaal gaat het om rode, laag belaste of onbelaste gasolie. Onbelast als kan worden aangetoond, dat er internationaal transport mee verricht wordt. 
Hoewel op de meeste moderne binnenschepen elektrisch wordt gekookt, zijn er nog altijd veel schepen die van het bunkerstation propaanflessen meenemen. In de pleziervaart wordt ook nog wel butaan gebruikt, hoewel dat 's winters minder bruikbaar is. 
Vroeger was er aan boord van veel bunkerstations een voorziening om bilgewater en afgewerkte olie in te nemen. Die mogelijkheid is er niet meer. Dat moet nu op speciale, door de overheid aangewezen plaatsen  gebeuren. Door de voortgang der techniek komt er steeds minder bilgewater. Het werd in aparte tanks verzameld en de olie werd afgescheiden en verkocht. Het nagenoeg schone water ging weer de rivier in. 
Enkele jaren geleden werd een speciale voorziening - een overvulbeveiliging - aan boord van de binnenschepen verplicht gesteld. Door die met een kabel te koppelen aan de besturing van de pomp van het bunkerstation werd het nagenoeg onmogelijk dat de tanks van het binnenschip bij het vullen met gasolie nog zouden overlopen. 
Afspraken maken over het aanschieten bij het bunkerstation of het doornemen van de bestellingen kan op een apart marifoonkanaal. In Nederland en België is daar kanaal 82 voor gereserveerd.   